# Eremochelis branchi
Eremochelis branchi är en spindeldjursart som först beskrevs av Muma 1951.  Eremochelis branchi ingår i släktet Eremochelis och familjen Eremobatidae. Inga underarter finns listade i Catalogue of Life.